# Johanna Döbereiner
Johanna Liesbeth Kubelka, coniugata Döbereiner (Ústí nad Labem, 28 novembre 1924 – Seropédica, 5 ottobre 2000) è stata un'agronoma e batteriologa cecoslovacca naturalizzata brasiliana.

## Biografia
Nata nel 1924 in Cecoslovacchia, Johanna Kubelka si trasferì in Germania con la famiglia dopo la seconda guerra mondiale e qui conobbe il marito Jürgen Döbereiner. Dopo gli studi all'Università Ludwig Maximilian di Monaco si trasferì in Brasile, dove lavorò per l'Organizzazione federale della ricerca agronomica dal 1951 e ottenne la cittadinanza nel 1956. 
La sua attività scientifica si concentrò sullo studio della fissazione dell'azoto atmosferico, causato da batteri azotofissatori nelle piante. Dimostrò infatti che la simbiosi tra queste piante e i batteri nelle loro radici permetteva la colonizzazione di terreni poveri d'azoto e cercò quindi di incrementere la quantità di tipologie di piante in grado di beneficiare dalla simbiosi con gli azotofissatori. I suoi studi sulla relazione piante-batteri nelle leguminose ebbero un impatto significativo sull'agricoltura brasiliana e, in particolare, sulla produzione di soia.
Vicepresidente dell'Accademia brasiliana delle scienze e membro della Pontificia accademia delle scienze dal 1978, nel 1983 fu uno dei membri fondatori dell'Accademia mondiale delle scienze.

## Premi e riconoscimenti
Nel 1989 ricevette l'UNESCO Science Prize, mentre nel 1992 fu insignita del Premio México de Ciencia y Tecnología.